# Petr Hák
Petr Hák (* 30. Mai 2003 in Jilemnice, Liberecký kraj) ist ein tschechischer Biathlet, der 2025 sein Debüt im Weltcup gab.

## Sportliche Laufbahn
Petr Hák nahm von 2020 bis 2024 international ausschließlich an Wettkämpfen auf Juniorenebene teil. Sein Debüt gab er bei den Olympischen Jugendspielen 2020 in Lausanne, kam dort aber nicht in die Nähe vorderer Platzierungen. Seinen nächsten Einsatz bekam er erst bei den Jugendweltmeisterschaften 2022, wo er unter anderem 13. der Verfolgung wurde. Überzeugen konnte der Tscheche beim Olympischen Jugendfestival in Vuokatti, in dessen Rahmen er Gold im Sprint sowie Silber mit der Mixedstaffel gewann. Im Winter 2022/23 startete Hák ohne großen Erfolg regelmäßig im Junior-Cup, dafür ergatterte er bei den Junioreneuropameisterschaften im Sprint hinter Nicolò Betemps die Silbermedaille. In der Saison 2023/24 erzielte er als Bestergebnis einen fünften Rang, bei den Meisterschaften kamen keine nennenswerten Resultate zustande. Im Winter 2024/25 steigerte sich der Tscheche merklich. Bei seinem IBU-Cup-Debüt in Obertilliach Mitte Dezember 2024 lief er auf Anhieb auf Rang elf und qualifizierte sich damit für den anschließenden Massenstart. Im Januar nahm er an der Universiade teil und gehörte mit Bronze im Einzel und Silber an der Seite Svatava Mikyskovás im Single-Mixed-Wettkampf zu den erfolgreicheren Athleten. Auch bei den Juniorenweltmeisterschaften wusste Hák zu überzeugen, indem er im Sprint und im Massenstart jeweils die Bronzemedaille gewann. Durch diese Erfolge bekam er am Saisonende in Oslo seinen ersten Einsatz im Weltcup und gewann dank fehlerfreier Schießleistung als 35. des Sprints sofort seine ersten Weltcuppunkte. Im zugehörigen Verfolger belegte er Platz 47.

## Persönliches
Hák stammt aus Jilemnice. Er ist der Sohn des ehemaligen Biathleten Zdeněk Hák und der Biathletin und Staffelweltmeisterin von 1993 Eva Háková.

## Statistiken

### Weltcupplatzierungen
Die Tabelle zeigt alle Platzierungen (je nach Austragungsjahr einschließlich Olympische Spiele und Weltmeisterschaften).
- 1.–3. Platz: Anzahl der Podiumsplatzierungen
- Top 10: Anzahl der Platzierungen unter den ersten zehn (einschließlich Podium)
- Punkteränge: Anzahl der Platzierungen innerhalb der Punkteränge (einschließlich Podium und Top 10)
- Starts: Anzahl gelaufener Rennen in der jeweiligen Disziplin
- Staffel: inklusive Mixed- und Single-Mixed-Staffeln

| Platzierung               | Einzel | Sprint | Verfolgung | Massenstart | Staffel | Gesamt |
| ------------------------- | ------ | ------ | ---------- | ----------- | ------- | ------ |
| 1. Platz                  |        |        |            |             |         |        |
| 2. Platz                  |        |        |            |             |         |        |
| 3. Platz                  |        |        |            |             |         |        |
| Top 10                    |        |        |            |             |         |        |
| Punkteränge               |        | 1      |            |             |         | 1      |
| Starts                    |        | 1      | 1          |             |         | 2      |
| Stand: Saisonende 2024/25 |        |        |            |             |         |        |

### Weltcupwertungen
Ergebnisse bei Weltcups (Disziplinen- und Gesamtweltcup) gemäß Punktesystem.
| Saison  | Einzel | Einzel | Sprint | Sprint | Verfolgung | Verfolgung | Massenstart | Massenstart | Gesamt | Gesamt |
| Saison  | Platz  | Punkte | Platz  | Punkte | Platz      | Punkte     | Platz       | Punkte      | Platz  | Punkte |
| ------- | ------ | ------ | ------ | ------ | ---------- | ---------- | ----------- | ----------- | ------ | ------ |
| 2024/25 | –      | –      | 74.    | 6      | –          | –          | –           | –           | 85.    | 6      |

### Jugend-/Juniorenweltmeisterschaften
Hák nahm 2022 an den Jugend-, ab 2023 an den Juniorenwettkämpfen teil.
| Weltmeisterschaften | Weltmeisterschaften | Einzelwettbewerbe | Einzelwettbewerbe | Einzelwettbewerbe | Einzelwettbewerbe | Staffelwettbewerbe | Staffelwettbewerbe |
| Jahr                | Ort                 | Einzel            | Sprint            | Verfolgung        | Massenstart 60    | Männerstaffel      | Mixedstaffel       |
| ------------------- | ------------------- | ----------------- | ----------------- | ----------------- | ----------------- | ------------------ | ------------------ |
| 2022                | Soldier Hollow      | 25.               | 16.               | 13.               | nicht ausgetragen | 8.                 | N/A                |
| 2023                | Schtschutschinsk    | 34.               | 51.               | 52.               | nicht ausgetragen | 8                  | 15.                |
| 2024                | Otepää              | 33.               | 23.               | nicht ausgetragen | 18.               | 5.                 | 13.                |
| 2025                | Östersund           | 14.               | 3.                | nicht ausgetragen | 3.                | 8.                 | –                  |